# Smithsonian Conservation Biology Institute
Das Smithsonian Conservation Biology Institute (SCBI), früher als Conservation and Research Center (CRC) bekannt, gehört zur Smithsonian Institution und befindet sich auf einem 13 km² großen Gelände etwas außerhalb der Altstadt von Front Royal, Virginia. Als Nebenstelle des Smithsonian National Zoological Park in Washington, D.C., spielt das SCBI seit seiner Gründung im Jahr 1974 eine führende Rolle in den Bereichen Veterinärmedizin, Reproduktionsmedizin und Naturschutzbiologie.

## Der Standort
Die Geschichte der Standortes des SCBI begann im Jahr 1909, als die U.S. Army die Grundstücke mietete. In den Jahren vor dem Ersten Weltkrieg bot das Gelände Platz für eine Reihe von Pferdestationen der Kavallerie, die das Militär mit Pferden und Maultiere versorgten. Im Jahr 1911 kaufte die amerikanische Regierung schließlich das Gelände und begann mit dem Bau des Ayleshire Quartermaster Remount Depot. Nach der Fertigstellung im Jahr 1916 bestand das Depot aus 11 Scheunen und stabilen Gebäuden, hunderten Kilometern an Holzweidenzäunen, vielen Kilometern Straße und einem Bahnhof für den An- und Abtransport der Tiere. The Ayleshire Quartermaster Remount Depot blieb während beider Weltkriege in Betrieb und wurde schließlich um ein Hundetrainingseinrichtung und ein Gefangenenlager für 600 deutsche und italienische Kriegsgefangen erweitert.
Im Jahr 1948 übertrug der Congress per Gesetz die Eigentumsrechte an das U.S. Department of Agriculture (USDA), welche das Gelände in eine Forschungseinrichtung für Schlachtrinder umwandelte. In Verbindung mit der Virginia Polytechnic Institution and State University (auch als Virginia Tech bekannt), experimentierte die USDA mit verschiedenen Umwelt- und Haltungsbedingungen, um qualitative und quantitative Verbesserungen für die Zucht verschiedenen Rinderrassen zu erzeugen. Das U.S. Department of State mietete Teile des Geländes als Notfalllager und Kommunikationsstellen zur Unterstützung des Außenministers und 700 weiterer Staatsangestellter. Die USDA schloss ihre Einrichtung im Jahr 1973, die Flächen blieben vorübergehend ungenutzt. Das Smithsonian Conservation Biology Institute selbst wurde 1974 gegründet, als der Direktor des National Zoo, Dr. Theodore Reed, die Notwendigkeit eines eigenen Zuchtbetriebes erkannte und Verhandlungen aufnahm, um das Gelände zu übernehmen. Die Besitzrechte wurden 1975 an das Smithsonian übertragen, und es wurde umgehend mit dem Umbau zu einer zoologischen Forschungseinrichtung begonnen.

## Programme
Unter den bekanntesten Forschungsprogrammen des SCBI sind die Programme zur Aufzucht in Gefangenschaft und Auswilderung von gefährdeten Tieren, z. B. Schwarzfußiltis (Mustela nigripes), der Nebelparder (Neofelis nebulosa) und das Matschie-Baumkänguru (Dendrolagus matechiei). Trotz seiner Erfolge war das SCBI nie unumstritten. In jüngster Zeit schlug der frühere Leiter des Smithsonian, Lawrence M. Small, unterstützt vom früheren Zoodirektor Dr. Lucy Spellman, die Schließung der Einrichtung aus Gründen der Kostenersparnis vor. Widerstand in der Öffentlichkeit sowie aus den Wissenschafts- und Naturschutzkreisen zwangen Small dazu, diese Überlegung zurückzunehmen.

## Die Sammlung
Zurzeit besteht die Tiersammlung des SCBI aus über 400 Exemplaren, darunter 17 Säugetiere und 15 Vogelarten. Diese vielfältige Menagerie wird von Dr. Mitch Bush, Leiter des tierärztlichen Dienstes, und seinen Mitarbeitern betreut. Neben dem Erhalt eines gesunden Tierbestandes im SCBI unternimmt Dr. Bush auch viele Reisen nach Kenia, Südafrika und andere afrikanische Länder, wo er an Betäubungstechniken für große freilebende Tiere wie Giraffe und Nashorn forscht.
Das Institut veranstaltet in jedem Herbst einen Tag der offenen Tür. Das „Autumn Conservation Festival“ wird von den Friends of the National Zoo (FONZ) unterstützt und bietet der Öffentlichkeit die Möglichkeit, das Gelände und die tiermedizinischen Einrichtungen zu besichtigen, sich mit den Mitarbeiten auszutauschen und mehr über die Forschungen am SCBI zu erfahren.